# Ley de conservación de la materia
Ley de conservación de la materia, ley de conservación de la masa o ley de Lomonósov-Lavoisier es una ley fundamental de las ciencias. Fue enunciada por  Lomonósov en 1748 y demostrada unos años después por Antoine Lavoisier en 1785. Se puede enunciar de la siguiente manera:
«En un sistema aislado, durante toda reacción química ordinaria, la masa total en el sistema permanece constante, es decir, la masa consumida de los reactivos es igual a la masa de los productos obtenidos».
La ley implica que la masa no se puede crear ni destruir, pero puede transformarse en el espacio, o las entidades asociadas con ella pueden cambiar de forma. Por ejemplo, en las reacciones químicas, la masa de los componentes químicos antes de la reacción es igual a la masa de los componentes después de la reacción. Por lo tanto, durante cualquier reacción química y procesos termodinámicos de baja energía en un sistema aislado, la masa total de los reactivos o materiales de partida debe ser igual a la masa de los productos.

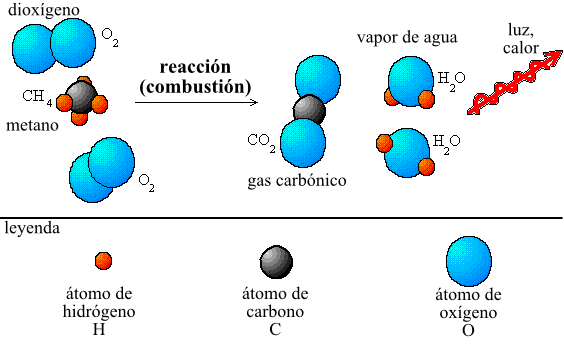
Reacción química en la cual una molécula de metano y dos moléculas de oxígeno reaccionan por combustión y se producen dos moléculas de agua y una de dióxido de carbono. Antes y después de la reacción el número de átomos de oxígeno (4), hidrógeno (4) y carbono (1) es el mismo. Por lo tanto la masa total de los reactivos, la suma de la masa de todos los átomos, es igual a la masa total de los productos. Véase estequiometría.

la ley hablada es bastante precisa para procesos de baja energía, como es el caso de las reacciones químicas. En el caso de reacciones nucleares o colisiones entre partículas en altas energías, en las que la definición clásica de masa no aplica, hay que tener en cuenta la equivalencia entre masa y energía.

## Ejemplos en reacciones químicas

### Ejemplo 1: Combustión de una vela
Cuando una vela arde no se gana ni se pierde masa. La masa total de la cera y del oxígeno molecular (O2) presente antes de la combustión es igual a la masa total de dióxido de carbono (CO2), vapor de agua (H2O) y cera sin quemar que quedan cuando la vela se apaga.

Por lo tanto:
Masa de cera + masa de O2 → Masa de CO2 + Masa de H2O + Masa de cera sin quemar.          
No se produce ningún cambio de la masa total durante la reacción química.

### Ejemplo 2: Oxidación del hierro
La conservación de la masa explica cómo es que el óxido de hierro (Fe
2O
3), que es hierro (Fe) combinado con oxígeno (O2), pueda pesar más que el hierro puro.

La sustancia reacciona con O2, esto es:
4Fe + 3O
2 → 2Fe
2O
3.
En este caso, cuando el hierro se oxida, se combina de manera que tres partes de oxígeno reaccionan con cuatro partes de hierro. La nueva sustancia contiene no sólo la masa original del hierro sino que además contiene la masa del  oxígeno implicado en la reacción de oxidación. 
Esto es solo un ejemplo de una reacción para la obtención de óxido de hierro, el proceso puede ser más complejo si se involucra vapor de agua. Véase herrumbre.

### Ejemplo 3: Ácido clorhídrico
La reacción química entre el hidrógeno gaseoso (H2) y el cloro gaseoso (Cl2) da como resultado ácido clorhídrico (HCl):
H
2 + Cl
2 → 2HCl.
Los átomos de los reactivos no se destruyen, se combinan y se transforman en una nueva sustancia.

## Limitaciones
La conservación de la masa es una ley de conservación aproximativa. En otros procesos no químicos, la masa total del sistema no tiene por qué conservarse estrictamente. Por ejemplo, en la fisión nuclear existe una diferencia de masa {\displaystyle \Delta m\neq 0} entre los productos finales y los reactivos iniciales de la fisión, eso es lo que permite proporcionar una energía  {\displaystyle \Delta E=\Delta mc^{2}} dónde c es la velocidad de la luz. Por la misma razón, la energía tampoco se conserva en este tipo de reacciones. La generalización de la conservación de la masa para reacciones de altas energías se conoce cómo la equivalencia entre masa y energía.

## Historia y conocimiento
La aparente pérdida de masa durante procesos de combustión era uno de los grandes problemas de la química del siglo XVIII. En 1679, los experimentos preliminares de Robert Boyle parecían indicar un desbalance en la masa: pesaba meticulosamente varios metales que antes y después de su oxidación mostraban un notable aumento de peso. Estos experimentos, se llevaban a cabo en recipientes abiertos.
El interés de Lavoisier por el tema se despertó durante sus trabajos relacionados en el alumbrado público de París. Había observado que al calentar metales como el estaño y el plomo en recipientes cerrados con una cantidad limitada de aire, estos materiales se recubrían con una capa de calcinado hasta un momento determinado del calentamiento, en el resultado la masa era igual que antes de comenzar el proceso. Si el metal había ganado masa al calcinarse era aparente que algo del recipiente debía haber perdido la misma cantidad de masa, como era el caso del aire adentro del recipiente. Por tanto, Lavoisier demostró que la calcinación de un metal no era el resultado de la pérdida del propuesto flogisto, una esencia relacionada con la disminución de gases en el recipiente. La experiencia anterior y otras más realizadas por Lavoisier pusieron de manifiesto que si se tiene en cuenta todas las sustancias que forman parte en una reacción química y todos los productos formados, la masa nunca varía. Esta es la ley de la conservación de la masa,  enunciándola de la siguiente manera: «En toda reacción química la masa se conserva, es decir, la masa total de los reactivos es igual a la masa total de los productos».

## Historia

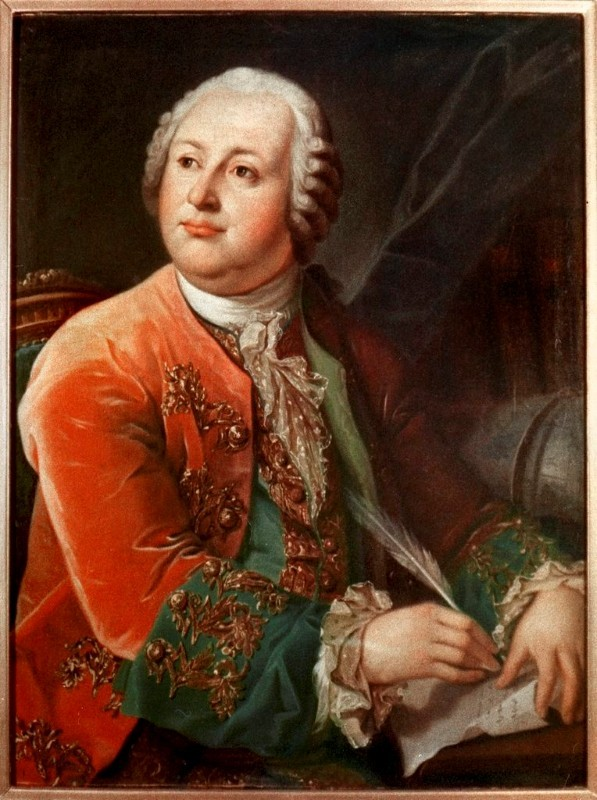
El científico ruso Mijaíl Lomonósov formuló la ley de conservación de la masa en 1756 y llegó a la conclusión de que la teoría del flogisto es incorrecta.

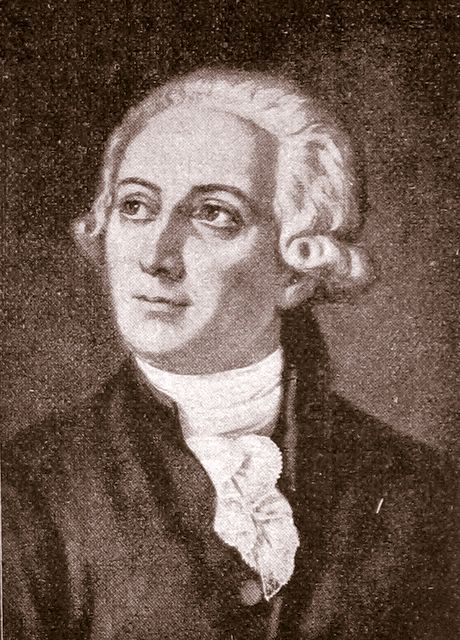
El descubrimiento de la ley de conservación de la masa por Antoine Lavoisier condujo a muchos nuevos descubrimientos en el siglo XIX. La ley de las proporciones definidas de Joseph Proust y la teoría atómica de John Dalton se derivaron de los descubrimientos de Antoine Lavoisier. Los experimentos cuantitativos de Lavoisier revelaron que en la combustión intervenía el oxígeno en lugar de lo que hasta entonces se creía que era Teoría del flogisto.

Ya en 520 a. C., la filosofía jainista, una filosofía no creacionista basada en las enseñanzas de Mahavira, afirmaba que el universo y sus constituyentes, como la materia, no pueden destruirse ni crearse. El texto jainista Tattvarthasutra (siglo II de nuestra era) afirma que una sustancia es permanente, pero sus modos se caracterizan por la creación y la destrucción.
Una idea importante de la antigua filosofía griega era que "nada viene de la nada", de modo que lo que existe ahora siempre ha existido: no puede surgir materia nueva donde antes no la había. Empédocles (siglo IV a. C.) afirma explícitamente este principio, junto con el de que nada puede convertirse en nada: "Porque es imposible que algo surja de lo que no es, y no se puede producir ni oír que lo que es se destruya por completo".
Otro principio de conservación fue enunciado por Epicuro hacia el siglo III a. C., quien al describir la naturaleza del Universo escribió que "la totalidad de las cosas siempre fue tal como es ahora y siempre será".

### Descubrimientos en química
En el siglo XVIII, el principio de conservación de la masa durante las reacciones químicas era ampliamente utilizado y constituía un supuesto importante durante los experimentos, incluso antes de que se estableciera una definición generalizada, aunque una expresión de la ley puede remontarse a la época de Hero de Alejandría, como puede verse en las obras de Joseph Black, Henry Cavendish y Jean Rey. Uno de los primeros en esbozar el principio fue Mijaíl Lomonósov en 1756. Es posible que lo demostrara mediante experimentos y, sin duda, ya había discutido el principio en 1748 en correspondencia con Leonhard Euler, aunque a veces se pone en duda su afirmación al respecto. Según el físico soviético Yakov Dorfman:
La ley universal fue formulada por Lomonosov sobre la base de consideraciones filosóficas materialistas generales, nunca fue cuestionada ni puesta a prueba por él, sino que, por el contrario, le sirvió como sólida posición de partida en todas las investigaciones a lo largo de su vida.
Más tarde, Antoine Lavoisier llevó a cabo una serie de experimentos más refinados y en 1773 expresó su conclusión y popularizó el principio de conservación de la masa. Las demostraciones del principio refutaron la entonces popular teoría del flogisto que decía que la masa podía ganarse o perderse en los procesos de combustión y calor.
La conservación de la masa fue oscura durante milenios debido al efecto de flotabilidad de la atmósfera terrestre sobre el peso de los gases. Por ejemplo, un trozo de madera pesa menos después de quemarse, lo que parecía indicar que parte de su masa desaparecía, se transformaba o se perdía. Esto no se refutó hasta que se realizaron cuidadosos experimentos en los que se permitía que se produjeran reacciones químicas como la oxidación en ampollas de vidrio selladas; se descubrió que la reacción química no modificaba el peso del recipiente sellado ni de su contenido. El pesaje de gases mediante balanzas no fue posible hasta la invención de la bomba de vacío en el siglo XVII.
Una vez comprendida, la conservación de la masa fue de gran importancia en el progreso de la alquimia a la química moderna. Una vez que los primeros químicos se dieron cuenta de que las sustancias químicas nunca desaparecían, sino que sólo se transformaban en otras sustancias con el mismo peso, estos científicos pudieron embarcarse por primera vez en estudios cuantitativos de las transformaciones de las sustancias. La idea de la conservación de la masa, más la conjetura de que ciertas "sustancias elementales" tampoco podían transformarse en otras mediante reacciones químicas, condujo a su vez a la comprensión de los elementos químicos, así como a la idea de que todos los procesos y transformaciones químicas (como la combustión y las reacciones metabólicas) son reacciones entre cantidades o pesos invariables de estos elementos químicos.
Tras los trabajos pioneros de Lavoisier, los exhaustivos experimentos de Jean Stas apoyaron la consistencia de esta ley en las reacciones químicas, aunque se llevaran a cabo con otras intenciones. Sus investigaciones indicaron que en ciertas reacciones la pérdida o la ganancia no podían ser superiores a 2 o 4 partes por 100.000. La diferencia en la precisión pretendida y alcanzada por Lavoisier, por un lado, y por Morley y Stas, por otro, es enorme.

### Física moderna
La ley de la conservación de la masa se puso en tela de juicio con la llegada de la relatividad especial. En uno de los artículos del Annus Mirabilis de Albert Einstein éste enunciaba un nuevo postulado. Este postulado implicaba varias afirmaciones, como la idea de que la energía interna de un sistema podía contribuir a la masa de todo el sistema, o que la masa podía convertirse en radiación electromagnética. Sin embargo, como señaló Max Planck, un cambio en la masa como resultado de la extracción o adición de energía química, como predecía la teoría de Einstein, es tan pequeño que no podría medirse con los instrumentos disponibles y no podría presentarse como una prueba de la relatividad especial. Einstein especuló que las energías asociadas con la radiactividad recién descubierta eran lo suficientemente significativas, comparadas con la masa de los sistemas que las producían, como para permitir medir su cambio de masa, una vez que la energía de la reacción había sido eliminada del sistema. Más tarde se demostró que esto era posible, aunque finalmente fue la primera reacción de transmutación nuclear artificial en 1932, demostrada por Cockcroft y Walton, la primera prueba con éxito de la teoría de Einstein sobre la pérdida de masa con ganancia de energía.
La ley de conservación de la masa y la ley análoga de conservación de la energía fueron finalmente generalizadas y unificadas en el principio de equivalencia masa-energía, descrito por la famosa fórmula de Albert Einstein E = m c 2 E = mc^2. La relatividad especial también redefine los conceptos de masa y energía, que pueden utilizarse indistintamente y se definen en relación con el sistema de referencia. En aras de la coherencia, hubo que definir varias magnitudes, como la masa en reposo de una partícula (masa en el marco de reposo de la partícula) y la masa relativista (en otro marco). Este último término suele utilizarse con menos frecuencia.